# Smbat Sparapet
Smbat Sparapet (armensko Սմբատ Սպարապետ, latinizirano: Smbat Sparapet ali Սմբատ Գունդստաբլ, Smbat Gundstabl) je bil plemič Kilikijske Armenije, * 1208, † 1276. 
Bil je starejši brat kilikijskega kralja Hetuma I. in pomemben diplomat, sodnik in vojaški častnik. Njegov priimek Sparapet kaže, da je bil vrhovni poveljnik armenskih oboroženih sil. Bil je tudi pisatelj in prevajalec, zlasti različnih zakonikov. Bil je udeleženec več bitk, tudi bitke pri Mariju, in ključni pogajalec z Mongolskim cesarstvom. 

## Biografija
V času Smbatovega rojstva sta bili v Kilikiji dve ključni rodbini: Rubenidi in Hetumidi. Smbat je v sorodu z obema. Bil je sin Konstantina Baberonskega in Parcapertskega, tretjega bratranca Leona II. Kilikijskega. Med njegovimi sorojenci so bili Janez, škof Sisa, Ohina, Štefanija, žena ciprskega kralja Henrika I., in Hetum, ki je leta 1226 postal sovladar Kilikijske Armenije. Prejšnja vladarica, kraljica Izabela, je bila poročena s Filipom, sinom Bohemonda IV. Antioškega. Konstantin je leta 1225 organiziral Filipov umor in Izabelo prisilil, da se je 4. junija 1226 poročila z njegovim sinom Hetumom, s čimer je Hetum postal sovladar in po Izabelini smrti leta 1252 edini vladar Armenske Kilikije. 

## Zgodovinsko okolje
Armenska Kilikija je bila krščanska država, ki je imela vezi z Evropo in križarskimi državami in se borila proti muslimanski oblasti nad Levantom. Grozili so ji tudi Mongoli, ki so vztrajno in na videz neustavljivo prodirali proti zahodu. Mongoli so si zasluženo zaslužili sloves brezobzirnih osvajalcev, ki so nasprotnikom ponujali samo dve možnosti: popolno predajo ali iztrebljenje. 
Leta 1243 je bil Smbat član delegacije, poslane v Cezarejo, da bi se pogajala z mongolskim voditeljem Bajdžujem. Leta 1246 in ponovno leta 1259 je bil Smbad zadolžen za organizacijo obrambe Kilikije pred invazijo Sultanata Rum. Ko se je kralj Hetum I. leta 1247 odločil, da je njegova najmodrejša pot mirno podrediti se Mongolom, je bil Smbat poslan na mongolski dvor v Karakorum. Tam se je srečal s Kublajkanovim bratom Möngke kanom in sklenil zavezništvo Armenske Kilikije z Mongoli proti njihovemu skupnemu sovražniku, muslimanom. Naravo tega odnosa različni zgodovinarji opisujejo različno. Nekateri ga imenujejo zavezništvo, drugi pa podreditev mongolski nadvladi, zaradi česar je Armenija postala vazalna država. Zgodovinar Angus Donal Stewart je v delu Logika osvajanja odnos opisal kot:  
"Armenski kralj je zavezništvo z Mongoli – ali, natančneje, hitro in mirno podreditev njim – videl kot najboljši način ukrepanja."
Armenski vojaški poveljniki so morali služiti v mongolski vojski in mnogi med njimi so v mongolskih bitkah umrli.
Med svojim obiskom mongolskega dvora v letih 1247–1250 je Smbat za ženo dobil sorodnico velikega kana. Z njo je imel sina Vasila Tatarja, ki so ga Mameluki kasneje ujeli v bitki pri Mariju leta 1266.
Smbat se je leta 1250 vrnil v Kilikijo. V Mongolijo je ponovno odšel leta 1254 kot spremljevalec kralja Hetuma I. na njegovem obisku dvora velikega kana Möngkeja. 
Po očetovi smrti je Smbat postal baron Paperona in živel v svoji majhni, a razkošni grajski palači.
Smbat je umrl leta 1276 bodisi v drugi bitki pri Sarvandikarju, kjer se je boril proti egiptovskim Mamelukom, bodisi v boju s Turkomani iz Maraša. Armenci so v bitki zmagali, vendar so v njej izgubili več baronov.

## Sodnik
Smbat je bil član armenskega vrhovnega sodišča Verina ali Mec Darpasa, ki je preučevalo vladne politike in zakonike. Iz francoščine je prevedel zakonik Antiohijske sodne odločbe in v srednji armenščini napisal zakonik Datastanagirk, ki je temeljil in bil prirejen po starejšem zakoniku Mhitarja Goša.

## Pisec
Smbat je najbolj znan po zapisih poročil očividcev dogodkov v njegovem obdobju. Napisal je Zgodovino kraljestva Male Armenije, ki se začne okoli leta 951/952 in konča leta 1274, dve leti pred njegovo smrtjo. Pisal je na podlagi starejših armenskih, sirskih, krščanskih in morda bizantinskih virov, pa tudi na podlagi lastnih opažanj. Smbatove zapise zgodovinarji štejejo za dragocen vir, čeprav jih nekateri kritizirajo kot nezanesljive, saj je Sbat pogosto pisal iz propagandnih in ne iz zgodovinskih razlogov. Obstaja več prevodov njegovega dela, ki so v različnih stopnjah popolnosti. 
Smbat je bil navdušen nad svojim potovanjem v Mongolsko cesarstvo, ki je trajalo od leta 1247 do 1250. Srednjeazijsko kraljestvo oaz s številnimi kristjani, večinoma nestorijanskega obreda, je opisal v pismih vladarjem Cipra in Antiohijske kneževine.
7. februarja 1248 je iz Samarkanda poslal pismo svojemu svaku, ciprskemu kralju Henriku I., poročenemu s Smbatovo sestro Štefanijo (Etienette):
"Po vsej deželi Orienta smo našli veliko kristjanov in veliko cerkva, velikih in lepih. Kristjani Orienta so šli k tatarskemu kanu, ki zdaj vlada [Gujuk], in ta jih je sprejel z veliko častjo in jim dal svobodo ter povsod dal vedeti, da si nihče ne sme drzniti jih sovražiti, bodisi z dejanji bodisi z besedami."
— Smbatovo pismo Henriku I.
Eno od Smbatovih pisem je med svojim bivanjem na Cipru leta 1248 prebral francoski kralj Ludvik IX., kar ga je spodbudilo, da je k Mongolom poslal odposlanca, dominikanca Andréja de Longjumeauja, ki je obiskal kana Gujuka.